# Sinagoga di Carmagnola
La sinagoga di Carmagnola, situata in via Bertini, è un esempio ancora integro di sinagoga di ghetto piemontese.

## L'edificio
La sinagoga di Carmagnola, considerata una delle più belle d'Italia per i suoi arredi originari, fu costruita al primo piano di uno degli edifici del ghetto, istituito nel 1724, a sostituzione di una precedente sinagoga, ancora in uso nel 1724 e che sembra fosse locata in piazza Sant'Agostino. Della nuova sinagoga si trova menzione per la prima volta in un documento del 1786.

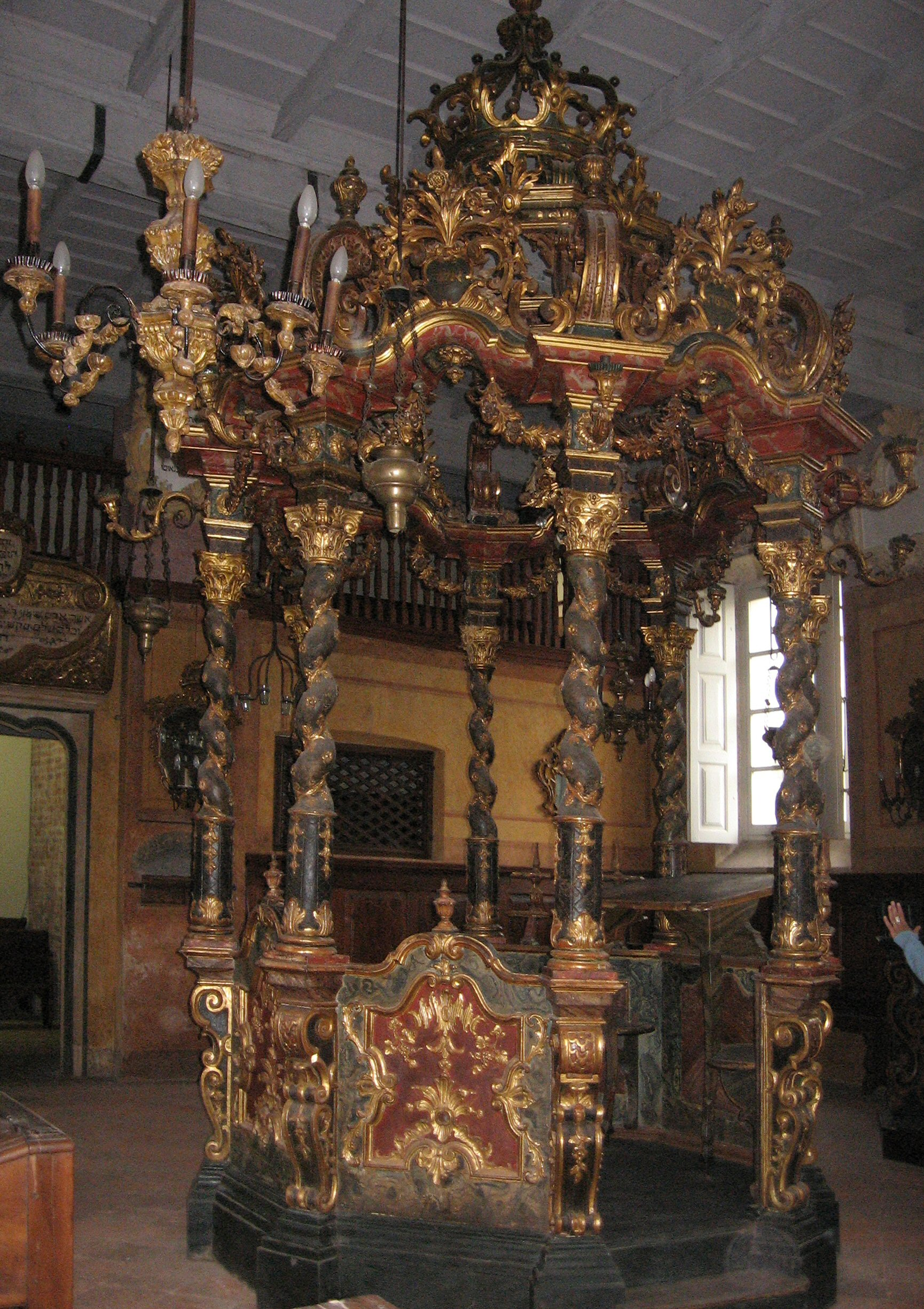
La bimah

L'ingresso si trovava in via Bellini. Come tipico di tutte le sinagoghe di ghetto, l'esterno è spoglio e disadorno e non tradisce in alcun modo la presenza del luogo di culto. Da una scala a chiocciola si accede al piano superiore ad un vestibolo decorato da affreschi, con un lavamani per le abluzioni. Di lì si passa alla stanza del tempio, a pianta rettangolare (m 8,55 x 10,5). Il pavimento è a mattonelle quadrate in cotto, il soffitto a travature di legno a vista. Lungo le pareti si aprono sette ampie finestre, contornate da decorazioni in stucco.
Gli arredi lignei, in stile barocco, sono del Seicento e Settecento; alcuni di essi sembrano provenire da un più antico o diverso luogo di culto in quanto chiaramente sovradimensionati rispetto all'ambiente attuale.
La sala conserva l'impianto tipico delle sinagoghe nel periodo precedente all'emancipazione. La bimah ottagonale di legno policromo del 1766 è posizionata al centro, con i banchi seicenteschi a occupare i quattro lati. Dal soffitto pendono cinque lampadari in legno dorato del Settecento.
L'aron è collocato sulla parete a sinistra dell'ingresso; ha antine riccamente decorate sia all'interno sia all'esterno, con scene rappresentanti il Tempio di Gerusalemme, la Menorà, le Tavole della Legge, e l'Altare per i sacrifici. È affiancato da due colonnine tortili, con due lesene di stucco. Ai due lati sulle parete si aprono due finestrelle ovali.
Dalla scala di accesso si prosegue per il piccolo matroneo, ricavato sopra il vestibolo e separato dalla sala di preghiera da una grata lignea..
La sinagoga fu usata per l'ultima volta per un matrimonio nel 1939. Dopo un periodo di abbandono, è stata di recente oggetto di accurati restauri, realizzati con il contributo di Regione Piemonte, Provincia di Torino, Città di Carmagnola, Compagnia di San Paolo, Fondazione C.R.T. e donazioni di privati. Una piccola mostra permanente è stata allestita nei locali del piano terreno a cura della comunità ebraica di Torino. Aperta con una certa regolarità al pubblico, la Sinagoga di Carmagnola è divenuta oggi un frequentato luogo di visita.